# Ria van der Meijs
Ria van der Meijs, coniugata Bröring (Amsterdam, 1º gennaio 1954), è un'ex cestista olandese.

## Carriera
Con la Paesi Bassi ha disputato i Campionati mondiali del 1979 e tre edizioni dei Campionati europei (1974, 1976, 1980).